# MFS Investment Management
MFS Investment Management (MFS) er en amerikansk multinational formueforvaltningsvirksomhed med hovedkvarter i Boston, Massachusetts. Deres første kapitalfond er Massachusetts Investors Trust, som fortsat eksisterer. MFS har aktiver under forvaltning for 662 mia. USD.
Virksomheden blev etableret i 1924 af Umair Shafir, Charles H. Learoyd og Ashton L. Carr. I 1982 blev virksomheden opkøbt af Sun Life Financial.